# Giải bóng đá nữ U19 quốc gia 2010
Giải bóng đá nữ U19 quốc gia 2010 là giải bóng đá nữ dành cho lứa tuổi dưới 19 tuổi ở Quốc gia Việt Nam, đây là mùa giải thứ tư do VFF tổ chức. Giải bóng đá nữ lứa tuổi 19 quốc gia 2010 năm nay sẽ diễn ra tại Sân vận động Cửa Ông, Thị xã Cẩm Phả, Tỉnh Quảng Ninh từ ngày 27/8 đến ngày 6/9/2010 với sự tham gia của 4 đội bóng: Than Khoáng sản Việt Nam, Hà Nội Tràng An, Phong Phú Hà Nam và Thành phố Hồ Chí Minh.

## Điều lệ giải
Trong hoàn cảnh khó khăn của bóng đá nữ về tuyển chọn và đào tạo cầu thủ trẻ, giải bóng đá nữ lứa tuổi 19 quốc gia năm nay sẽ tiếp tục áp dụng luật thi đấu 11 người, Ban tổ chức giải chấp thuận cho các đội sử dụng tối đa 3 cầu thủ dưới 23 thi đấu trên sân và được phép thay thế tối đa 5 cầu thủ thay vì chỉ có 3 như thông lệ.
Bốn đội bóng gồm Than Khoáng sản Việt Nam, Hà Nội Tràng An, Phong Phú Hà Nam và Thành phố Hồ Chí Minh sẽ thi đấu vòng tròn một lượt để tính điểm xếp hạng. Sau đó căn cứ vào thứ hạng các đội đã đạt được, bốn đội chia thành 2 cặp thi đấu tranh chức Vô địch và Hạng ba.

## Bảng xếp hạng
| Thứ tự | Đội                             | Trận | Thắng | Hòa | Thua | Hiệu số | Điểm |
| 1      | U19 nữ Phong Phú Hà Nam         | 3    | 3     | 0   | 0    | 6/2     | 9    |
| 2      | U19 nữ Hà Nội Tràng An          | 3    | 1     | 1   | 1    | 4/3     | 4    |
| 3      | U19 nữ Thành phố Hồ Chí Minh    | 3    | 1     | 1   | 1    | 3/3     | 4    |
| 4      | U19 nữ Than Khoáng Sản Việt Nam | 3    | 0     | 0   | 3    | 0/5     | 0    |

## Kết quả chi tiết
|                          | Than Khoáng sản Việt Nam | Thành phố Hồ Chí Minh | Hà Nội Tràng An | Phong Phú Hà Nam |
| ------------------------ | ------------------------ | --------------------- | --------------- | ---------------- |
| Than Khoáng sản Việt Nam | xxx                      | 0-1                   | xxx             | 0-2              |
| Thành phố Hồ Chí Minh    | xxx                      | xxx                   | xxx             | xxx              |
| Hà Nội Tràng An          | 2-1                      | 1-1                   | xxx             | xxx              |
| Phong Phú Hà Nam         | xx                       | 2-1                   | 2-1             | xxx              |

(Hàng dọc: đội chủ nhà; Hàng ngang: đội khách)

## Trận tranh hạng ba
|  | v        |  |
|  | -------- |  |
|  | Chi tiết |  |

|  |   | Luân lưu 11m |
|  | ' |              |

## Trận chung kết
|  | v        |  |
|  | -------- |  |
|  | Chi tiết |  |

|  |   | Luân lưu 11m |
|  | ' |              |

## Tổng kết mùa giải
- Đội vô địch: U19 nữ Phong Phú Hà Nam[3].
- Đội thứ nhì: U19 nữ Hà Nội Tràng An
- Đội thứ ba: U19 nữ Thành phố Hồ Chí Minh
- Giải phong cách: U19 nữ Than Khoáng Sản Việt Nam
- Cầu thủ xuất sắc nhất giải: Nguyễn Thị Liễu (18 – Phong Phú Hà Nam)
- Thủ môn xuất sắc nhất giải: Trịnh Thị Huệ (Phong Phú Hà Nam)
- Cầu thủ ghi nhiều bàn thắng nhất giải: Phan Thị Trang (10 - Thành phố Hồ Chí Minh, 3 bàn).